# Unite the Right

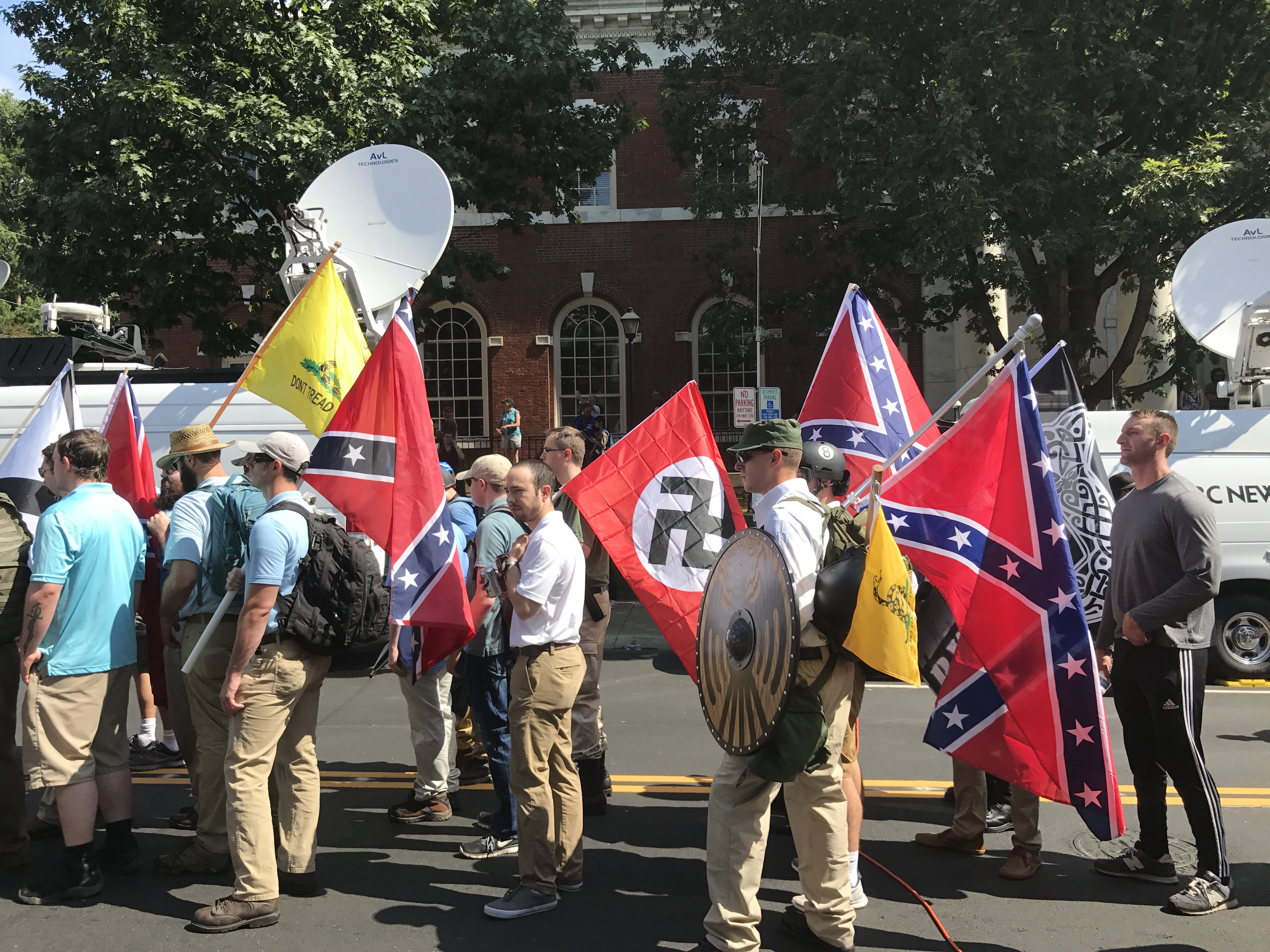
Uczestnicy marszu przygotowują się do wejścia do parku Market Street. Na zdjęciu widać flagę Neo-Konfederacji, bojowe flagi Konfederacji, flagę Gadsdena, flagę III Rzeszy oraz flagę przedstawiającą Mjølner.

Unite the Right (dosł. Zjednoczyć Prawicę) – skrajnie prawicowy, neonazistowski marsz przeprowadzony 11–12 sierpnia 2017 w Charlottesville w stanie Wirginia.

## Uczestnicy
Uczestnicy deklarowali swoją przynależność do m.in.: ruchu alt-right, neokonfederatów, neofaszystów, białych nacjonalistów, neonazistów, członków KKK, ruchu Blue Lives Matter, i różnych organizacji paramilitarnych. Obnosząc się z neonazistowską symboliką, często należącą do amerykańskich ugrupowań i stowarzyszeń uznawanych za ksenofobiczne, skandowali hasła o charakterze rasistowskim i antysemickim, z czego wielu nosiło także broń. Głównym celem marszu było scalenie amerykańskich ruchów nacjonalistycznych w jeden organizm, a także opór wobec wyniesienia pomnika Generała Roberta Edwarda Lee z parku Market Street (do 2017 nazwanego na cześć Generała) w Charlottesville. Tłem marszu było kontrowersyjne usuwanie z miejsc publicznych pomników Konfederatów w odpowiedzi na strzelaninę w kościele w Charleston 17 czerwca 2015, w której samozwańczy biały suprematysta Dylann Roof zabił 9 osób mniejszości afroamerykańskiej, w tym pastora kościoła.

## Przebieg
W wyniku gwałtownego starcia uczestników i kontrmanifestantów co najmniej 30 osób zostało rannych.
12 sierpnia rano Gubernator Wirginii Terry McAuliffe ogłosił stan wyjątkowy, jako powód podając niedostateczny poziom bezpieczeństwa publicznego, a godzinę po tym policja stanowa uznała marsz za wykraczający poza prawo (unlawful assembly). Nieco później (13:45 czasu lokalnego) wydarzył się atak samochodowy, w którym kierowca celowo wjechał w grupę kontrmanifestantów, zabijając 1 osobę i raniąc 19, i został krótko potem złapany w pościgu; sąd stanowy rok później uznał go winnego za m.in.: zabójstwo pierwszego stopnia i został skazany na dożywocie plus 419 lat. W 2019 skazany przyznał się do przedstawionych mu 29 zbrodni w zamian za uniknięcie kary śmierci.